# Óscar Arias
Óscar Arias Sánchez, född 13 september 1940 i Heredia, Costa Rica, är en politiker som var Costa Ricas president från 1986 till 1990 och från 2006 till 2010.
År 1987 tilldelades han Nobels fredspris för initiativet till fredsförhandlingar i Centralamerika. År 2003 valdes han in i styrelsen för Internationella krigsförbrytartribunalen i Haag.

## Bakgrund
Arias växte upp i en överklassfamilj i Heredia, och fick sin grundutbildning vid Colegio Saint Francis i huvudstaden San José. Därefter skrev han in sig vid Boston University i USA i avsikt att studera medicin, men återvände snart till hemlandet där han tog en examen i juridik och ekonomi vid Costa Ricas universitet (spanska: Universidad de Costa Rica, UCR). Från år 1967 fortsatte han studera i Storbritannien, först vid London School of Economics, sedan vid University of Essex där han 1974 doktorerade i nationalekonomi.
Arias har mottagit ett 50-tal hedersdoktorat, bland annat från Harvard-universitetet, Princeton och Dartmouth College.

## Politiken

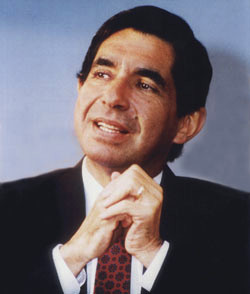
Oscar Arias på 1980-talet.

Arias gick med i det politiska partiet Partido Liberación Nacional (PLN), ett socialdemokratiskt parti och ett av landets största. Han segrade i presidentvalet 1986 och inledde landets ekonomiska förvandling från råvaruleverantör av exportgrödor som kaffe och bananer till att fokusera på icke-traditionell odling av bland annat frukt och exotiska blommor samt turism. För detta har han kritiserats för att ha övergett partiets sociala ideal, och betraktas av många som nyliberal.
År 1987 belönades han med Nobels fredspris för sina ansträngningar att åstadkomma ett fredsavtal mellan de många parter som orsakade kaos i Centralamerika – från vänsterinriktade gerillagrupper som stred mot USA-stödda regeringar i El Salvador och Guatemala, över Manuel Noriegas diktatur i Panama och det nyligen demokratiserade Honduras, till de USA-stödda Contras-rebellerna som bekämpade Sandinist-regeringen i Nicaragua. Arias medlande roll bidrog till att konflikterna dämpades och 1996 avslutades den sista av dem, inbördeskriget i Guatemala.
I samband med fredsavtalet stödde Arias även bildandet av ett Centralamerikanskt parlament (spanska: Parlamento Centroamericano) – men han har senare motsatt sig att Costa Rica ska ansluta sig till detta.